# Methe (Mythologie)
Methe (altgriechisch Μέθη Méthē, deutsch ‚Trunkenheit‘) ist eine bakchische Nymphe der griechischen Mythologie.
Als Begleiterin von Weingöttern wie Dionysos oder Silenos galt sie als die personifizierte Trunkenheit, auch Mainade Kraipale genannt (κραιπάλη kraipálē, deutsch ‚Rausch‘). Von Staphylos, einem Gefährten des Dionysos, war sie die Mutter des Botrys.